# Othniocera pictipennis
Othniocera pictipennis är en tvåvingeart som beskrevs av Hardy 1986. Othniocera pictipennis ingår i släktet Othniocera och familjen borrflugor. Inga underarter finns listade i Catalogue of Life.